# Fantasy-Jahr 2015
Übersicht

◄◄ | ◄ | 2011 | 2012 | 2013 | 2014 | Fantasy-Jahr 2015 | 2016 | 2017 | 2018 | 2019 | ►

Weitere Ereignisse
Hier werden Ereignisse und Veröffentlichungen des Jahres 2015 aus dem Bereich Fantasy, einem Genre der Phantastik, aufgelistet.

## Ereignisse
- 29. Fantasy Filmfest 5. August – 6. September 2015 für jeweils eine Woche in den Städten Berlin, Nürnberg, Frankfurt, Hamburg, Köln, Stuttgart und München